# Municipio de New Haven (Misuri)
El municipio de New Haven (en inglés: New Haven Township) es un municipio ubicado en el condado de Franklin en el estado estadounidense de Misuri. En el año 2010 tenía una población de 2089 habitantes y una densidad poblacional de 233,38 personas por km².

## Geografía
El municipio de New Haven se encuentra ubicado en las coordenadas 38°36′18″N 91°13′4″O / 38.60500, -91.21778. Según la Oficina del Censo de los Estados Unidos, el municipio tiene una superficie total de 8.95 km², de la cual 8,53 km² corresponden a tierra firme y (4,75 %) 0,42 km² es agua.

## Demografía
Según el censo de 2010, había 2089 personas residiendo en el municipio de New Haven. La densidad de población era de 233,38 hab./km². De los 2089 habitantes, el municipio de New Haven estaba compuesto por el 95,07 % blancos, el 0,72 % eran afroamericanos, el 0,62 % eran amerindios, el 0,29 % eran asiáticos, el 1,68 % eran de otras razas y el 1,63 % eran de una mezcla de razas. Del total de la población el 2,11 % eran hispanos o latinos de cualquier raza.